# Hartry Field
Pour les articles homonymes, voir Field.
Hartry H. Field (né en 1946) est professeur de  philosophie à l'université de New York et un des principaux contributeurs contemporain à la philosophie du langage, philosophie de l'esprit et philosophie des mathématiques. Il a enseigné à l'université de Princeton, l'université de Californie du Sud et au Graduate Center de l'université de la ville de New York. Il obtient son Ph.D. de philosophie à l'université Harvard sous la direction de Hilary Putnam.

## Carrière
Sa première publication est un commentaire de la théorie de la vérité d'Alfred Tarski sur laquelle il travaillait depuis 1972. Son point de vue actuel sur cette question est en faveur d'une théorie déflationniste de la vérité (en). Son ouvrage le plus influent produit dans cette période est probablement Theory Change and the Indeterminacy of Reference (Journal of Philosophy, 70, 14: 462-481), dans lequel il introduit le concept de dénotation partielle.
Dans les années 1980, Field commence un projet en philosophie des mathématiques dans lequel il traite du fictionnalisme mathématique, doctrine selon laquelle toutes les affirmations mathématiques ne sont que des fictions utiles et ne devraient pas être prises pour réellement vraies. Plus précisément, Field tient que l'existence des ensembles peut être refusée, en opposition à Quine et Putnam.
Field est également professeur de recherche émérite au département de philosophie de l'université de Birmingham.
Une grande partie de son travail actuel concerne les paradoxes sémantiques. En 2008, il a participé aux conférences John Locke avec un texte intitulé Logic, Normativity and Rational Revisability.

## Ouvrages
- Science Without Numbers, Blackwell, 1980
- Realism, Mathematics and Modality, Blackwell, 1989
- Truth and the Absence of Fact, Oxford University Press 2001
- Saving Truth from Paradox, Oxford University Press, 2008

## Source de la traduction
- (en) Cet article est partiellement ou en totalité issu de l’article de Wikipédia en anglais intitulé « Hartry Field » (voir la liste des auteurs).